# A38-as autópálya (Németország)
Az A38-as autópálya (németül: Bundesautobahn 38) egy autópálya Németországban. Hossza 219 km.